# Alexander Wlodawer
Alexander Wlodawer (ur. 2 lipca 1946 w Ząbkowicach Śląskich) – amerykański biolog molekularny, krystalograf. Członek zagraniczny Polskiej Akademii Nauk od 2005 roku (Wydział II Nauk Biologicznych i Rolniczych). Pracownik naukowy w Narodowym Instytucie Raka, należącym do Narodowych Instytutów Zdrowia. Kieruje Laboratorium Krystalograficznym Związków Wielkocząsteczkowych. Wykładowca na Uniwersytecie Jerzego Waszyngtona. Był lub jest członkiem redakcji kilku czasopism naukowych: Journal of Biological Chemistry, Protein Science, FEBS Journal, FEBS OpenBio, PLOS ONE, Acta Biochimica Polonica.
2 października 2004 otrzymał tytuł doktora honoris causa Politechniki Łódzkiej. W 2015 r. wraz z Mariuszem Jaskólskim został laureatem pierwszej edycji Amerykańsko-Polskiej Nagrody Naukowej przyznanej przez FNP i AAAS.

## Życiorys
Syn Pauliny i Artura Włodawerów, którzy w 1968 r. zostali zmuszeni do opuszczenia Polski ze względu na pochodzenie żydowskie. W 1963 ukończył III Liceum Ogólnokształcące im. gen. Józefa Sowińskiego w Warszawie. Absolwent studiów fizycznych na Uniwersytecie Warszawskim (rocznik 1968). Tytuł magistra otrzymał na podstawie pracy zatytułowanej Statistical Analysis of Action Potential Trains in the Visual Neurons of the Cat. Promotorem tej pracy był Włodzimierz Kozak. Doktoryzował się w 1974 roku w dziedzinie biologii molekularnej na Uniwersytecie Kalifornijskim w Los Angeles. Napisał wtedy dysertację pt. Studies of Rabbit Muscle Aldolase by X-ray Diffraction. Po stażu podoktorskim, który odbył na Uniwersytecie Stanforda, w 1976 r. rozpoczął pracę w amerykańskim National Bureau of Standards w Gaithersburgu. W 1987 r. przeniósł się do NCI-Frederick Cancer Research and Development Center we Frederick (Maryland), gdzie został dyrektorem Macromolecular Structure Laboratory, a od 1999 r. do 2020 r. kierowal Macromolecular Crystallography Laboratory.